# Gulliverovy cesty
Gulliverovy cesty (1726, rozšířeno 1735, Gulliver's Travels) je fantastický cestopis anglického spisovatele Jonathana Swifta, napsaný jako syntéza parodie na dobrodružné příběhy z cest a satiry na lidskou společnost, která přerůstá v antiutopii zpochybňující moderní racionalitu, civilizaci i představy o nutném pokroku a nadřazeném postavení lidstva v přírodě.
Kniha, jejíž originální název zní Travels into Several Remote Nations of the World, in Four Parts. By Lemuel Gulliver, First a Surgeon, and then a Captain of Several Ships (Cesty k rozličným dalekým národům světa ve čtyřech dílech, napsal Lemuel Gulliver, zprvu ranhojič, později kapitán na rozličných lodích), vyšla poprvé roku 1726, ale konečná verze je až z roku 1735. Hlavní hrdina knihy, lodní lékař a později kapitán Lemuel Gulliver, v ní vypráví o neuvěřitelných dobrodružstvích, která prožil u maličkých obyvatel Liliputu, u brobdingnackých obrů, u učenců na létajícím ostrově Laputa a nakonec u moudrých koní Hvajninimů. Swift dílo napsal pro dospělé čtenáře, neboť v jeho podtextu jsou satiricky zobrazeny a kritizovány poměry na anglickém královském dvoře v době panování Jiřího I., šarvátky anglických politických stran toryů a whigů a dlouholeté nepřátelství Angličanů a Francouzů. Zároveň však Gullivera všude potkávají neuvěřitelné a zábavné příhody, takže se kniha (zejména její první dva díly) stala postupem času i četbou pro děti.
Podle některých postav z knihy jsou pojmenovány krátery na Phobosu, měsíci planety Mars (např. Drunlo, Reldresal, Limtoc, Clustril a další).

## Obsah knihy
Aby Swift posílil dojem, že se jedná o skutečný a ne o fiktivní cestopis, vložil na úvod dva texty. Prvním z nich je předmluva vydavatele pana Sympsona u příležitosti prvního vydání, v níž představuje autora a charakterizuje své (podle něho nezbytné) úpravy v knize. Druhým je dopis napsaný samotným Gulliverem a adresovaný vydavateli. Autor se v něm ohrazuje proti zkreslování textu svých cestopisů a kárá vydavatele za nepřesnosti a svévolné úpravy. Fikci pravdivosti knihy pak podtrhují také mapky, přesné datování a autentická první osoba vyprávění.
Po tomto úvodu následují již jednotlivé díly knihy, jejichž názvy jsou
- Cesta do Liliputu,
- Cesta do Brobdingnagu,
- Cesta do Laputy, Balnibarbi, Glubbdubdribu, Luggnaggu a Japonska,
- Cesta do země Hvajninimů.

Díly jsou rozděleny do kapitol, které jsou uvozeny tzv. epickým záhlavím stručně shrnujícím obsah kapitoly.

### Cesta do Liliputu

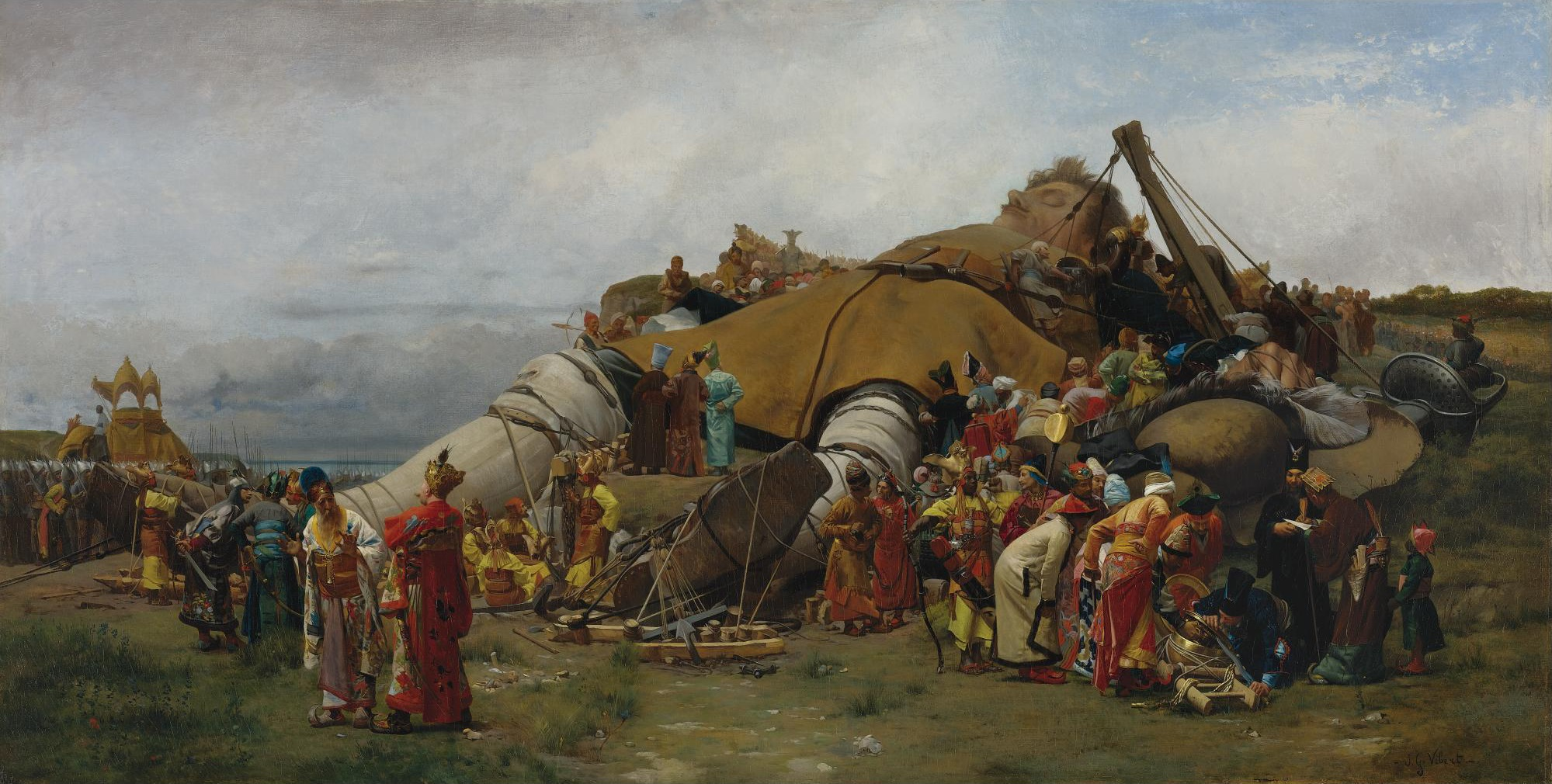
Gulliver v Liliputu, obraz od Jehana Georga Viberta

První díl knihy začíná krátkým nástinem dosavadního Gulliverova života. Díky podpoře příbuzných se mu dostalo výborného vzdělání, hodně četl, učil se cizím řečem, vystudoval medicínu a strávil šest let na moři jako lodní ranhojič. Pak se oženil, ale když se rozhodl zanechat námořních cest a zůstat doma se ženou a dětmi, nedařilo se mu dobře. Proto přijal nabídku kapitána lodi Antilopa, která se chystala na cestu do jižních moří. Plavba, která začala 4. května roku 1699 však skončila tragicky, protože loď ztroskotala u neznámého ostrova. Jedinému Gulliverovi se podařilo na ostrov doplavat a zde vysílením ztratil vědomí. Když se probral, zjistil, že je zajatcem asi patnáct centimetrů vysokých lidiček, obyvatel ostrova nazývaného Liliput. Když slíbil, že se bude dobře chovat, bylo mu umožněno se v největší budově Liliputu ubytovat a brzy se stal oblíbencem císařského dvora, jehož prostředí je líčeno jako satira na dvůr krále Jiřího I.
Gulliver umožnil Liliputu porazit jejich odvěké nepřátele ze sousedního ostrova Blefusk tím, že ukradl celé blefuské loďstvo (válka mezi oběma ostrovy, která je líčena jako satira na dlouholeté nepřátelství Angličanů a Francouzů, byla zaviněna sporem o správnost způsobu rozbíjení vajíček, tj. zdali se mají loupat od tlustého či tenkého konce). Když však pomohl uhasit požár královského paláce tím, že se na něj vymočil, a odmítl učinit z Blefuska liliputánskou kolonii, jeho obliba v Liliputu prudce klesla. Byl obviněn z velezrady a odsouzen k oslepení. Ve výsledku ho ovšem, již bezbranného, chtěli nechat vyhladovět. Naštěstí se o tom dozvěděl od jednoho svého vysoce postaveného dobrého přítele a podařilo se mu pod záminkou návštěvy uprchnout do Blefuska, kde mu bylo dovoleno ostrovy opustit. Na pobřeží Gulliver našel záchranný člun ze své ztroskotané lodi, který si opravil a vydal se s ním na moře. Blefuskuánský císař mu dal na cestu malinkatý dobytek, který pak Gulliver, když se mu podařilo dostat se 13. dubna roku 1702 zpět do Anglie, doma předváděl na důkaz pravdivosti svého vyprávění.

### Cesta do Brobdingnagu

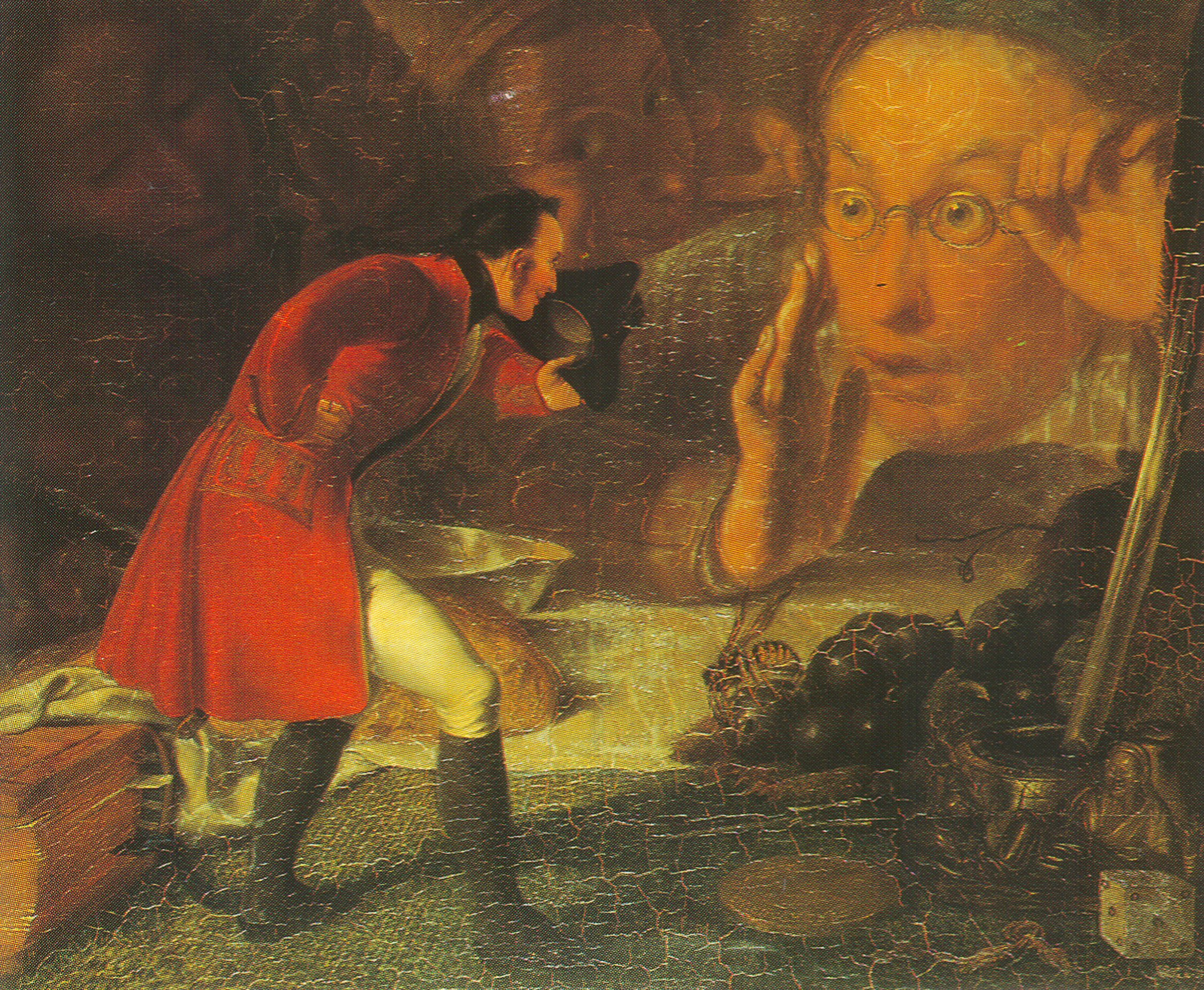
Gulliver mezi obry, ilustrace Richarda Redgraveho

Po návratu z Liliputu se Gulliver vydal ještě téhož roku (20. června 1702) opět na moře. Tentokrát se plavil na lodi Dobrodružství kolem mysu Dobré naděje do Indie. Když byla loď zahnána bouří k neznámému pobřeží, poslal kapitán několik námořníků na břeh, aby vyhledali pitnou vodu. Gulliver, který si chtěl pobřeží prohlédnout, se vydal s nimi. Na své prohlídce se od námořníků trochu vzdálil a náhle zjistil, že odjíždějí zpět k lodi. Pronásledoval je totiž člověk obrovitého vzrůstu, ze kterého měl Gulliver takový strach, že se ukryl v obilí. Zde ho našel další člověk velký jak kostelní věž, který byl čeledínem jednoho místního sedláka. Gulliver tak zjistil, že se dostal do Brobdingnagu, který obývají šedesát stop (asi osmnáct metrů) vysocí obři. Sedlák vzal Gullivera do svého domu, aby ho ukázal své ženě a devítileté dcerce, která se ho ujala. Gulliver ji nazýval Glumdalkič (což v tamějším jazyce znamenalo chůvička) a ona jej nazvala Grildrig (zakrslík). Když ho spatřili ostatní lidé z vesnice, velmi se mu podivovali, a jeden z nich sedlákovi poradil, aby Gullivera ukazoval za peníze na trzích. O jeho existenci se brzy dozvěděli na královském dvoře a královna zatoužila mít Gullivera jako zvláštnost u sebe. Přemluvila sedláka, aby jí ho prodal. U dvora s ním zůstala Glumdalkič, která se od něho nechtěla odloučit. Královna, král i ostatní dvořané měli Gullivera rádi a často si ho nechávali přinášet do svých pokojů v přenosné bedničce, aby se s ním pobavili. Král si nechal od Gullivera vylíčit, jak to vypadá v Evropě a ve Velké Británii a poté konstatoval, „Ze všeho, cos řekl, nevysvítá, že by u vás bylo potřeba vůbec nějaké ctnosti k dosažení jakéhokoliv úřadu. (…) Z toho, co jsem se dověděl z tvé zprávy, a z odpovědí, které jsem z tebe pracně vymámil a vyždímal, nemohu leč usoudit, že valná část tvých krajanů je nejškodlivější drobná hnusná havěť, jaká se kdy z dopuštění přírody plazila po povrchu země." (překlad Aloys Skoumal)
V Brobdingnagu strávil Gulliver tři roky a musel zde čelit také řadě nebezpečí, plynoucích z jeho malého vzrůstu (svedl například boj se dvěma krysami, byl ohrožován vosami velikými jako koroptve nebo ho odnesl v zubech zahradníkův pes). Nakonec se ho i s jeho přenosným obydlím zmocnil veliký orel, který pak bedničku upustil do moře. Ta se naštěstí nepotopila a byla zpozorována námořníky jedné anglické lodi, kteří Gullivera zachránili a dopravili 3. června roku 1706 zpět do vlasti.

### Cesta do Laputy, Balnibarbi, Glubbdubdribu, Luggnaggu a Japonska

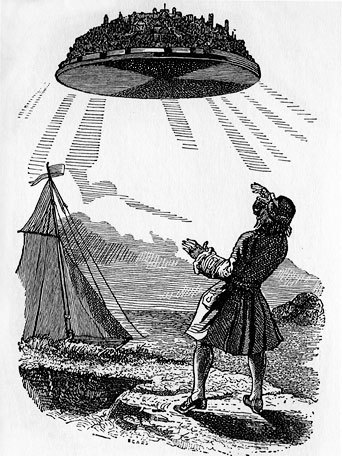
Gulliverova cesta do Laputy, ilustrace od Grandvilleho

Přestože se Gulliver vrátil z Brobdingnagu v červnu roku 1706, již za necelé dva měsíce (5. srpna) se přes prosby své ženy vydal na další cestu. Loď jménem „Naděje“ plula do Tonkinu, kde naložila zboží. Jeho část byla umístěna na šalupu, jejímž velitelem se stal právě Gulliver. Šalupa byla přepadena piráty, kteří vysadili Gullivera do člunu. Gulliver se zachránil na malém ostrůvku, odkud uviděl na nebi létající ostrov Laputa, obývaný uzavřenou aristokracií a vznášející se nad dolním ostrovem Balnibarbi (Laputa tak připravuje obyvatele Balnibarbi o slunce a o déšť a hrozí jim, že se zřítí, čímž je udržuje v poddanství, v čemž je možno spatřovat alegorickou kritiku tehdejší politiky Anglie k podrobenému Irsku). Samotní Lapuťané jsou velmi vzdělaní, znají matematiku, hudbu, mají moderní filozofii a hvězdářství, jsou však natolik zamyšlení a roztržití, že potřebují tzv. pleskače, kteří je jemně pleskají přes pusu, uši a oči, když mají mluvit, poslouchat či se dívat. Jejich kužel zájmů a znalostí je ovšem velmi úzký a nezajímají se ani o to, odkud Gulliver pochází. Opovrhují každým, kdo nemá alespoň základní znalosti matematiky nebo hudby. (popisem způsobu života a myšlení Lapuťanů chtěl Swift zřejmě poukázat na ztřeštěnost a podivínství dobových učenců)
Z Laputy se Gulliver dostal na hospodářsky i kulturně upadající ostrov Balnibarby. Zde navštívil akademii plnou bláznivých vědců, kteří bádali například nad tím, jak vyloučit z okurek sluneční paprsky (za satirou na nepraktickou učenost se skrývá i autorovo varování před nebezpečím nekontrolovaného rozvoje vědy a techniky pro lidstvo). Potom se Gulliver vydal na ostrov čarodějů Glubbdubbdrib, kde mu jeden černokněžník na jeho přání vyvolal duchy zemřelých osobností (na základě jejich vyprávění může čtenář nahlédnout do dějinných procesů a poznat, kterak bývají dějiny překrucovány). Na dalším ostrově Luggnagg se Gulliver setkal s kastou nesmrtelných lidí, tzv. Struldbrugů, na jejichž příkladu Swift osvětluje nesmyslnost lidské touhy po věčném pozemském bytí. Struldbrugové jsou velmi mrzoutští a senilní a zdaleka nejsou šťastní, neboť musí nejprve zestárnout a teprve potom, až jsou nemohoucí, je jim dán věčný život. Od svých osmdesáti let jsou však oficiálně považováni za mrtvé, a proto jim je odebrán veškerý majetek.
Z Luggnaggu pak odplul Gulliver do Japonska a odtud se vrátil 16. dubna roku 1710 do vlasti.

### Cesta do země Hvajninimů

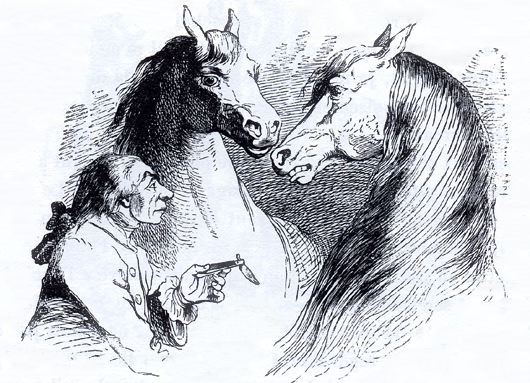
Gulliver u Hvajninimů, ilustrace od Grandvilleho

Nepoučitelný Gulliver se doma dlouho nezdržel a již 7. září roku 1710 znovu vyplul, tentokrát již jako kapitán lodi Dobrodruh, na svou poslední plavbu. Část posádky však zemřela na tropickou horečku, a tak byl Gulliver nucen najmout náhradníky. Aniž to však věděl, doplnil svou posádku o bývalé námořní lupiče. Ti se pak proti němu vzbouřili a vysadili jej na břehu neznámého ostrova. Byl to ostrov Hvajninimů – moudrých mluvících koní, jejichž svět byl velmi spořádaný a neexistovala v něm lež, krádež, opilství, pýcha ani jiné lidské neřesti. Na ostrově však žili také Jahuové, což byla koním podřízená stvoření s lidskými rysy a s příšerným chováním. Jahuy Gulliver neměl rád, protože v nich poznával sám sebe a ostatní Angličany, neboť se vyznačovali především zlomyslností, hrabivostí a nezřízenou touhou po bohatství a moci.
Gulliverovi se mezi Hvajninimy velice líbilo, naučil se místní jazyk a chtěl zde zůstat navždy. Žil u jednoho Hvajninima, kterému vyprávěl o Anglii (tomu se však Anglie vůbec nezamlouvala). Po třech letech byl však požádán, aby ostrov opustil, neboť hvajninimské shromáždění došlo k názoru, že je nerozumné a zbytečné mít inteligentního Jahua (Gullivera), který nepracuje a potenciálně by mohl svést ostatní Jahuy k odporu. Kromě toho se Hvajninimové rozhodli, že všechny Jahuy vyhladí a nahradí je po všech stránkách lepšími osly. Guliver se proto vydal ve člunu na moře a zdárně doplul do Nového Holandska. Zde byl proti své vůli naloděn na portugalskou loď, se kterou nejprve nechtěl odplout, protože odmítal žít s lidmi. Nakonec se však 5. prosince roku 1715 vrátil domů. Zde se ovšem i nadále potýkal se svým odporem k lidem. Stal se samotářem a vyhýbal se i vlastní rodině. Ke konci knihy se vrátil ke své manželce a pořídil si dva koně, s nimiž dlouhé hodiny hovořil jejich jazykem..

## Nejznámější filmové adaptace
- Voyage de Gulliver à Lilliput et chez les géants (1902, Gulliverova cesta do Liliputu a mezi obry), Francie, režie Georges Méliès, němý film,
- Новый Гулливер (1935, Nový Gulliver), Sovětský svaz, režie Alexandr Ptuško,
- Gulliver's Travels (1939, Gulliverovy cesty), USA, režie Dave Fleischer, animovaný film,
- The 3 Worlds of Gulliver (1960, Gulliverovy cesty), USA, režie Jack Sher,
- Případ pro začínajícího kata (1969), český film režie Pavel Juráček, natočeno na motivy třetího dílu Gulliverových cest, v roli Gullivera Lubomír Kostelka,
- Gulliver's Travels (1977, Gulliverovy cesty), USA, režie Peter R. Hunt, v roli Gullivera Richard Harris; film je natočen na motiny prvního dílu (Cesta do Liliputu).
- Gulliver's Travels (1996, Gulliverovy cesty), USA, režie Charles Sturridge, v roli Gullivera Ted Danson; dvoudílný televizní film adaptoval knihu v plném rozsahu.
- Gulliver's Travels (2010, Gulliverovy cesty), USA, režie Rob Letterman, v roli Gullivera Jack Black, dále hrají Jason Segel, Emily Bluntová, Amanda Peet. Příběh je zasazen do moderní doby, natočeno na motivy prvního dílu (Cesta do Liliputu).

## Výběrový přehled českých vydání
- Gulliwerovy cesty, Václav Hess, Praha 1852, přeložil Karel Pichler, vydání obsahuje dva díly (Cesta do Liliputu a Cesta do Brobdinknaku).
- Gulliverovy cesty do Liliputu a Brobdignaku, Theodor Mourek, Praha 1875, vypravuje Josef Vojtěch Houška,
- Všudybylovy cesty a dobrodružství v zemi trpaslíků a obrů, B. Stýblo, Praha 1882, vypravuje František Jaroslav Peřina,
- Gulliverovy cesty do země trpaslíků a do země obrů, I.L. Kober, Praha 1900, vypravuje H. Senický, znovu 1926
- Gulliverovy cesty, Šimáček, Praha 1905–1906, vypravuje Bohumil Klika, vydání obsahuje tři díly (Do Liliputu, Do Brobdénňaku a Do země Hujhnhnmů),
- Gulliverovy cesty, Jan Otto, Praha 1910–1911, přeložil Zdeněk Franta, vydání obsahuje všechny čtyři díly (Cesta do Liliputu, Cesta do Brodbingnabu, Cesta do Laputy, Balnibarby, Luggnaggu, Glubbdubdribbu a Japanu a Cesta do země Hujhnhnmů), znovu 1925.
- Gulliverovy cesty a dobrodružství v zemi trpaslíků a obrů, Alois Hynek, Praha 1911, zpracoval Jaroslav Svákovský, Dostupné online
- Gullivera cestování do mnohých a vzdálených končin světa, Alois Hynek, Praha 1914, přeložil Jan Váňa, znovu 1920 a 1930.
- Cesty k rozličným vzdáleným národům světa ve čtyřech dílech od Lemuela Gulivera, Ladislav Kuncíř, Praha 1929, přeložil Ladislav Vymětal,
- Gulliverovy cesty, Družstevní práce, Praha 1931, přeložil Aloys Skoumal,
- Guliverovy cesty k různým národům světa, Gustav Voleský, Praha 1936, vypravuje B. Hloušková,
- Gulliverovy cesty do země trpaslíků a do země obrů, Vojtěch Šeba, Praha 1937, vypravuje Karel Hermann,
- Guliverovy cesty, Státní nakladatelství, Praha 1946, vypravuje Arnošt Ondrůj,
- Gulliverovy cesty, František Novák, Praha 1947, přeložil František Marek-Müller,
- Gulliverovy cesty, SNDK, Praha 1951, přeložil Aloys Skoumal, znovu 1953, 1955, 1960 a 1965.
- Výbor z díla, SNKLHU, Praha 1953, výbor, který obsahuje Gulliverovy cesty, uspořádal a přeložil Aloys Skoumal,
- Gulliverovy cesty, SNKLHU, Praha 1958, přeložil Aloys Skoumal, znovu SNKLU 1963 a Odeon 1968.
- Gulliverovy cesty, Albatros, Praha 1970, přeložil Aloys Skoumal, znovu 1975, 1985, 1990 a 2004.
- Gulliverovy cesty, Aventinum, Praha 1997, vypravuje Vratislav Šťovíček, znovu 1999,
- Gulliverovy cesty, Slovart Print, Bratislava 2006–2007, vypravěč neuveden, vydání obsahuje dva díly (Gulliver na Liliputu a Gulliver mezi obry).
- Gulliverovy cesty, Fragment, Praha 2010, převyprávěla Jana Eislerová, ilustrace Antonín Šplíchal, vydání obsahuje celkem 21 kapitol upravených tak, aby jim porozuměly i menší děti, znovu 2014.
- Gulliverovy cesty, Nakladatelství XYZ, Praha 2012, převyprávěla Alena Peisertová, ilustrace František Palme.[4]
- Gulliverovy cesty, Dobrovský s.r.o., Praha 2014, přeložil Jan Váňa (překlad je z roku 1914).
- Gulliverovy cesty, Sun, Říčany 2016, přeložila Hana Suchardová, jde o překlad španělské adaptace pro děti a mládež.